# ستولبنیتسا
ستولبنیتسا (: Stublenica}} یک منطقهٔ مسکونی در صربستان است که در Ub Municipality واقع شده‌است.
 ستولبنیتسا ۱۹٫۶۹ کیلومتر مربع مساحت و ۸۸۸ نفر جمعیت دارد و ۱۵۲ متر بالاتر از سطح دریا واقع شده‌است.